# Erbstadt
Erbstadt ist ein Stadtteil von Nidderau im osthessischen Main-Kinzig-Kreis.

## Geografie
Erbstadt liegt in einer Höhe von 158 m über NN, am Rande der Wetterau (naturräumliche Teileinheit Heldenbergener Wetterau), ca. 3,5 km nördlich des Stadtkerns von Nidderau und ist dessen nördlichster Stadtteil, direkt angrenzend an Niddatal. Bei klarem Wetter sind die Hochhäuser von Frankfurt zu sehen. Der Ort liegt am seichten Hang einer Talsenke und wird durch drei Zugangsstraßen erschlossen. Durch den Ort fließt der Krebsbach, der im Gemeindewald entspringt und später in Heldenbergen in die Nidder mündet. Der Stadtteil Erbstadt hat ca. 1400 Einwohner.

## Geschichte

### Mittelalter

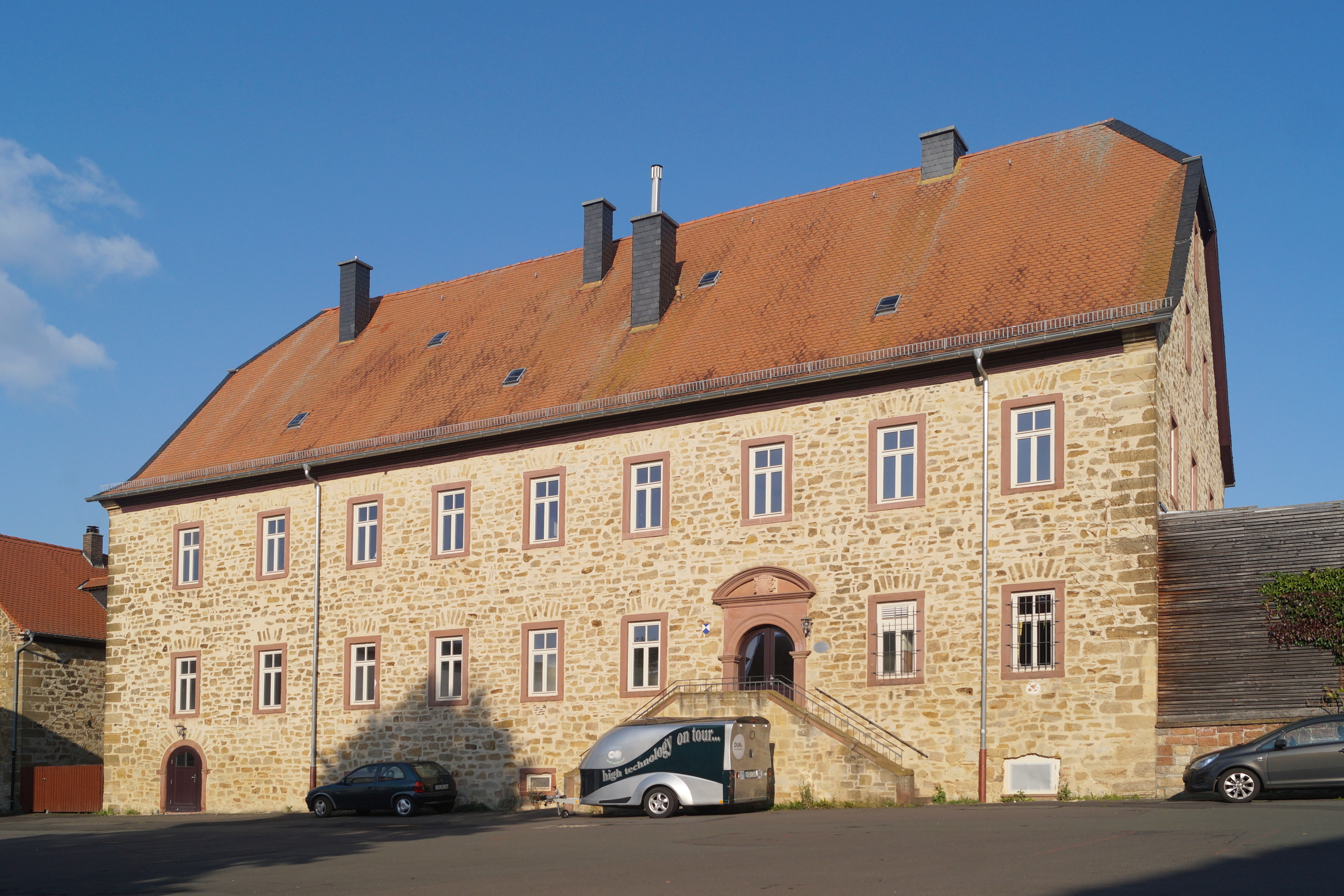
Sogenannter „Pfaffenhof“ in Erbstadt, Wohnhaus des ehemaligen Praemonstratenser-Gutshofs 2011.

Die früheste erhalten gebliebene urkundliche Erwähnung als Erpestat stammt aus dem Jahr 1237. In erhaltenen Urkunden späterer Jahre wurde Erbstadt unter den folgenden Namen erwähnt (in Klammern das Jahr der Erwähnung): Eberstadt (1266), Erbestat (1286)
und Erbstad (1341).
1398 gehörte Erbstadt zur Burg Windecken, die im Eigentum der Herren und späteren Grafen von Hanau stand. Damit gehörte Erbstadt zum Amt Windecken. Die Klöster Naumburg und Ilbenstadt besaßen Wirtschaftshöfe in Erbstadt. Letzterer, der „Pfaffenhof“, ist erhalten. Kirchlich gehörte das Dorf zum Kloster Ilbenstadt, hatte jedoch einen eigenen Pleban.

### Neuzeit
1561 kaufte Graf Philipp III. von Hanau-Münzenberg die benachbarte Kellerei Naumburg, das säkularisierte Kloster Naumburg. Dieser Kellerei ordnete er noch im gleichen Jahr das Dorf Erbstadt zu, das bis dahin zum Amt Windecken gehört hatte. Als Dorf der Grafschaft Hanau-Münzenberg wurde Erbstadt in der Reformation zunächst lutherisch und mit der „Zweiten Reformation“ in der Grafschaft unter Graf Philipp Ludwig II. 1597 reformiert. Nach der Reformation bis in die Mitte des 17. Jahrhunderts waren die Kirchengemeinden von Erbstadt und Eichen verbunden, anschließend war Erbstadt für kurze Zeit eine Filiale von Windecken, später von Eichen.
Die Kellerei Naumburg, und damit auch Erbstadt, gehörte zu einer Vermögensmasse, die 1643 seitens der Grafschaft Hanau an die Landgrafschaft Hessen-Kassel verpfändet wurde. Grund waren finanzielle Forderungen von Hessen-Kassel an die Grafschaft Hanau-Münzenberg aus der Befreiung der Stadt Hanau durch Truppen der Landgrafschaft 1636. Das Pfand wurde nicht mehr ausgelöst. 1736, nach dem Tod des letzten Hanauer Grafen, Johann Reinhard III., fiel die gesamte Grafschaft Hanau-Münzenberg an Hessen-Kassel, wurde aber noch 50 Jahre lang als Sekundogenitur für jüngere Prinzen des Hauses Hessen-Kassel, zunächst für Wilhelm (VIII.) 1736–1751, dann für Wilhelm (IX.) 1760–1786 genutzt. Während dieser Zeit verblieb Erbstadt außerhalb dieser Sekundogenitur weiter bei der Landgrafschaft Hessen-Kassel. Erst 1786 kam es zur administrativen Wiedereingliederung der Kellerei Naumburg in die nun hessen-kasselische Grafschaft Hanau. 1803 wurde aus der Landgrafschaft Hessen-Kassel das Kurfürstentum Hessen. Während der napoleonischen Zeit stand Erbstadt ab 1806 unter französischer Militärverwaltung, gehörte 1807 bis 1810 zum Fürstentum Hanau und dann von 1810 bis 1813 zum Großherzogtum Frankfurt, Departement Hanau. Anschließend fiel es wieder an das Kurfürstentum Hessen zurück. Nach der Verwaltungsreform des Kurfürstentums Hessen von 1821, im Rahmen derer Kurhessen in vier Provinzen und 22 Kreise eingeteilt wurde, wurde Erbstadt dem neu gebildeten Kreis Hanau zugeordnet.
Anlässlich der Gebietsreform in Hessen ließ sich die Gemeinde Erbstadt auf freiwilliger Basis am 31. Dezember 1971 in die Stadt Nidderau im Landkreis Hanau eingliedern. Für Erbstadt wurde wie für alle Stadtteile ein Ortsbezirk mit Ortsbeirat und Ortsvorsteher eingerichtet. Zum Abschluss der Gebietsreform 1974 ging der Landkreis im Main-Kinzig-Kreis auf.

### Einwohnerentwicklung
| - 1587: 19 Schützen und 8 Spießer - 1604: 31 wehrhafte, 15 unvermögliche, alte Männer - 1812: 78 Feuerstellen, 535 Seelen - 1970: 1144 Einwohner | - 2000: 1438 Einwohner - 2010: 1382 Einwohner - 2019: 1393 Einwohner |

Hessisches Statistisches Landesamt

## Wappen
Am 14. Oktober 1965 wurde der Gemeinde Erbstadt im damaligen Landkreis Hanau, Regierungsbezirk Wiesbaden, ein Wappen mit folgender Blasonierung verliehen: In einem von Rot und Gold gespaltenen Schild eine große heraldische Lilie in verwechselten Farben.
Bedeutung
Die Farben Rot und Gold im gespaltenen Schild weisen auf die frühere Zugehörigkeit von Erbstadt zum Territorium der Grafen von Hanau. Die Lilie als Wappenblume geht zurück auf ein Erbstädter Gerichtssiegel aus dem 17. Jahrhundert. Sie symbolisiert den Frieden und erscheint in Wappen und Siegeln als Königs- oder Mariensymbol.

## Sehenswürdigkeiten
- Alte Schmiede
- Pfaffenhof, ehemaliger Wirtschaftshof des Klosters Ilbenstadt
- Schloss Naumburg, ein ehemaliges Benediktinerkloster, dessen Zufahrt durch Erbstadt führt
- Barocke Evangelische Kirche von 1744 mit weitgehend bauzeitlicher Ausstattung

## Infrastruktur
2 km vom Dorf entfernt verläuft die Bahnstrecke Friedberg–Hanau, allerdings ist der Haltepunkt Erbstadt-Kaichen schon seit ca. 1995 stillgelegt.
Das Hauptanflugfeuer aus dem Nord-Osten für den Flughafen Frankfurt Main, genannt METRO VOR, liegt ca. 800 Meter vom Ort entfernt. Teilweise drehen die Flugzeuge bei West-Wetterlage über Erbstadt bei, um auf dem Flughafen zu landen.

## Söhne und Töchter des Ortes
- Heinrich Schäffer (1811–1877), Bürgermeister und Mitglied des kurhessischen Landtags